# Osloboduvanje na Skopje
Osloboduvanje na Skopje (em macedônico: Ослободување на Скопје) é um filme de drama macedônico de 2016 dirigido e escrito por Rade Šerbedžija e Danilo Šerbedžija. Foi selecionado como representante de seu país ao Oscar de melhor filme estrangeiro em 2017.

## Elenco
- Rade Šerbedžija - Gjorgjija
- Lucija Šerbedžija - Lica
- Silvija Stojanovska - Lenche
- David Todosovski - Zoran
- Mikko Nousiainen - Hans
- Nebojsa Glogovac - Dusan
- Deniz Abdula - Bale
- Kire Acevski - Bugarski Branik
- Stefan Arsic - Orhan
- Hristina Dimovska - Anica
- Eleonora Gievska - Biba
- Antti Luusuaniemi - Polkovnik Herzog